# Sémiose
 (mai 2025).
Si vous disposez d'ouvrages ou d'articles de référence ou si vous connaissez des sites web de qualité traitant du thème abordé ici, merci de compléter l'article en donnant les références utiles à sa vérifiabilité et en les liant à la section « Notes et références ».
La sémiose est le processus qui mène à l'interprétation et à la signification. C'est une notion de sémiotique. C'est Charles Sanders Peirce (1839–1914) qui introduisit ce mot [Quand ?] comme il avait introduit celui de sémiotique.

## Lectures complémentaires
- (en) Bains, Paul. The Primacy of semiosis: An ontology of relations. Toronto: University of Toronto Press. (2006)
- (en) Hoffmeyer, Jesper (en). Signs of Meaning in the Universe. Bloomington: Indiana University Press. (1996)
- (en) Kull, Kalevi (en). Choosing and learning: Semiosis means choice. Sign Systems Studies 46(4): 452–466. (2018)